# Roland Storme
Roland Storme (Ardooie, 25 januari 1934 – Ichtegem, 20 november 2022) was een Belgische voetballer. Hij won in 1958 de Gouden Schoen. Hij speelde in zijn carrière voor twee clubs uit Eerste klasse: AA Gent en Club Brugge.

## Biografie
Storme debuteerde op 17-jarige leeftijd in de verdediging van KFC Roeselare dat op dat moment in Vierde klasse actief was. La Gantoise, bijgenaamd de Buffalo's en nu beter bekend als AA Gent, trok hem in 1954 aan en betaalde voor Storme 800.000 frank, in dat jaar het op een na hoogste transferbedrag in België. Hij speelde 251 wedstrijden in eerste klasse en scoorde 5 doelpunten.
Storme was een centrale verdediger en ontpopte zich na verloop van tijd tot een vaste waarde bij de Buffalo's. Hij was een sterke en erg grote verdediger maar maakte weinig doelpunten. In 1958 waren er heel wat verrassingen voor het Belgische voetbal. De selectiecommissie van de nationale ploeg werd opgedoekt en vervangen door een selectieheer: Constant Vanden Stock. In de competitie werd Standard Luik dan weer voor de eerste keer landskampioen. Maar dé verrassing was misschien wel de winnaar van de Gouden Schoen: Roland Storme.
In 1960 maakte hij de overstap naar Club Brugge. Ook daar werd hij een vaste waarde in de ploeg, die bestond uit bekende namen zoals Fernand Boone, Louis Debackere en Urbain Lambert. Uiteindelijk bleef hij slechts tot 1964 bij Club Brugge en besloot hij terug te gaan naar de club van zijn hart: AA Gent. Daar werd hij opnieuw een vaste waarde en speelde er nog één seizoen. Later werd hij een echt clubicoon. Maar ondanks zijn goede prestaties in Gent werd hij tijdens zijn carrière als voetballer in Eerste klasse slechts tien keer geselecteerd voor de Rode Duivels.
Nadat Storme in 1965 een punt zette achter zijn spelersloopbaan op het hoogste niveau was hij nog zes jaar speler-trainer bij respectievelijk Wervik, Eeklo, Club Roeselare en Doornik.
Hij overleed op 20 november 2022  en werd 88 jaar oud.
1954: Rik Coppens · 1955: Fons Van Brandt · 1956: Vic Mees · 1957: Jef Jurion · 1958: Roland Storme · 1959: Lucien Olieslagers · 1960–61: Paul Van Himst · 1962: Jef Jurion · 1963: Jean Nicolay · 1964: Wilfried Puis · 1965: Paul Van Himst · 1966: Wilfried Van Moer · 1967: Fernand Boone · 1968: Odilon Polleunis · 1969: Wilfried Van Moer · 1970: Wilfried Van Moer · 1971: Erwin Vandendaele · 1972: Christian Piot · 1973: Maurice Martens · 1974: Paul Van Himst · 1975: Johan Boskamp · 1976: Rob Rensenbrink · 1977: Julien Cools · 1978: Jean-Marie Pfaff · 1979: Jean Janssens · 1980: Jan Ceulemans · 1981: Erwin Vandenbergh · 1982: Eric Gerets · 1983: Frank Vercauteren · 1984: Enzo Scifo · 1985–86: Jan Ceulemans · 1987: Michel Preud'homme · 1988: Lei Clijsters · 1989: Michel Preud'homme · 1990: Franky Van der Elst · 1991: Marc Degryse · 1992: Philippe Albert · 1993: Pär Zetterberg · 1994: Gilles De Bilde · 1995: Paul Okon · 1996: Franky Van der Elst · 1997: Pär Zetterberg · 1998: Branko Strupar · 1999: Lorenzo Staelens · 2000: Jan Koller · 2001: Wesley Sonck · 2002: Timmy Simons · 2003: Aruna Dindane · 2004: Vincent Kompany · 2005: Sérgio Conceição · 2006: Mbark Boussoufa · 2007: Steven Defour · 2008: Axel Witsel · 2009: Milan Jovanović · 2010: Mbark Boussoufa · 2011: Matías Suárez · 2012: Dieumerci Mbokani · 2013: Thorgan Hazard · 2014: Dennis Praet · 2015: Sven Kums · 2016: José Izquierdo · 2017: Ruud Vormer · 2018–19: Hans Vanaken · 2020: Lior Refaelov · 2021: Paul Onuachu · 2022: Simon Mignolet · 2023: Toby Alderweireld · 2024: Hans Vanaken